# 学校放送羅針盤
学校放送羅針盤は、1998年4月4日〜2004年3月29日の春・夏・冬休み期間中にNHK教育テレビジョンで放送されていた教育番組。

## 概要
教師に向けて学校放送の活用方法を紹介する番組。サブタイトルは「知って得する先生テレビ」。
当時、放送されていた学校放送の出演者で番組を進行した。
2004年度より『学校デジタル羅針盤』として定時放送が開始された。

## 放送日
『（夏・冬・春）のテレビクラブ』内で放送。
- 1998年4月4日
- 1998年8月22日
- 1999年3月27日
- 1999年8月20日
- 2000年1月7日
- 2000年4月7日
- 2000年8月26日
- 2001年4月6日
- 2001年8月25日
- 2002年1月5日
- 2002年3月28日
- 2002年8月23日
- 2003年1月4日
- 2003年4月3日
- 2003年8月22日
- 2004年3月29日